# Ciociosan
Ciociosan – marka wina bułgarskiego, wermut.
Produkowany jest w odmianach:
- Bianco – białe, słodkie
- Dry – białe, wytrawne
- Rosso – czerwone, słodkie
- Sweet – białe, słodkie
- Limone – białe, słodkie
- Grapefruit – białe, słodkie
- Fragola – różowe, słodkie